# IJsselmeerziekenhuizen
De Stichting IJsselmeerziekenhuizen was een Nederlands ziekenhuis met 350 bedden met vestigingen in Emmeloord en Lelystad. Het ziekenhuis had ongeveer 1000 medewerkers in dienst. Alle basisspecialismen waren aanwezig. De IJsselmeerziekenhuizen leverde zorg aan de inwoners van de gemeenten Noordoostpolder, Urk, Lelystad en Dronten. 

## Specialismen
De IJsselmeerziekenhuizen had de volgende medisch specialismen en medisch ondersteunende en specialistische diensten: 
anesthesiologie, cardiologie, chirurgie, dermatologie, interne geneeskunde, ziekenhuisfarmacie, keel-, neus-, en oorheelkunde, kindergeneeskunde, klinische chemie, klinische psychologie, longziekten, medisch maatschappelijk werk, mond- en kaakchirurgie, neurochirurgie, neurologie, oogheelkunde, orthopedie, pathologie, psychiatrie, radiodiagnostiek, reumatologie, revalidatie, urologie en verloskunde en gynaecologie. 

### Emmeloord
In Emmeloord waren de specialismen oogheelkunde en KNO klinisch geconcentreerd. Alle operaties en opnamen van deze twee specialismen vonden in Emmeloord plaats. Het specialisme chirurgie had de mogelijkheid om patiënten in Emmeloord op te nemen.

### Lelystad
In Lelystad waren de intensive care, de cardio care unit (voor hartpatiënten) en de spoedeisende hulp aanwezig. Voor de specialismen gynaecologie/verloskunde, longziekten, urologie, cardiologie, neurologie, neurochirurgie, kindergeneeskunde, orthopedie en interne geneeskunde vonden hier alle opnamen plaats. Ook in Lelystad is een huisartsenpost bij het ziekenhuis gevestigd. Op deze locatie werd van 1988 tot 1994 de populaire dramaserie Medisch Centrum West opgenomen. Hiervoor werd een lege etage van dit ziekenhuis gebruikt. 

## Fusie en problemen
De twee ziekenhuizen waren in 1989 gefuseerd. Deze fusie concentreerde zich vooral op bestuurlijke en facilitaire samenwerking. Doordat de medische functies geïntegreerd werden ontstonden problemen. Een turbulente periode volgde, waarin hevig werd gediscussieerd over de toekomst van het ziekenhuis. Ondertussen ging het financieel steeds slechter en in februari 2008 kocht de MC-groep van zorgondernemer en ex-radioloog Loek Winter en investeringsmaatschappij Sequoia van ex-bankiers Dirk Brouwer en Willem de Boer het ziekenhuis. De medische staf kwam in loondienst van het ziekenhuis. In 2015 trad Loek Winter af als bestuursvoorzitter en kreeg het ziekenhuis een eigen locatiedirecteur, Marja Sleeuwenhoek.

### Faillissement
Op 22 oktober 2018 werd bekendgemaakt dat de IJsselmeerziekenhuizen surseance van betaling hadden aangevraagd. Ze stonden al anderhalve maand onder verscherpt toezicht van de Inspectie Gezondheidszorg en Jeugd. Op 24 oktober 2018 werd door de rechtbank Midden-Nederland het faillissement uitgesproken. Het gaat om de ziekenhuizen in Lelystad (MC Zuiderzee), Emmeloord (alleen dagbehandeling) en de poliklinieken in Urk en Dronten en een verloskundigenpraktijk. De activiteiten van de vestiging in Lelystad werden overgenomen door het St Jansdal Ziekenhuis in Harderwijk. Deze vergrote zorgorganisatie wist in 2019 ondanks de extra organisatiekosten 0,9% winst te boeken.